# 洛尔海姆
洛尔海姆是德国莱茵兰-普法尔茨州的一个市镇。总面积4.13平方公里，总人口578人，其中男性290人，女性288人（2011年12月31日），人口密度140人/平方公里。